# Przełączka pod Małym Gerlachem
Przełączka pod Małym Gerlachem (słow. Štrbina pod Kotlovým štítom) – przełęcz położona na wysokości ok. 2550 m n.p.m. w słowackich Tatrach Wysokich, w bocznej grani odchodzącej od Małego Gerlacha. Znajduje się poniżej wierzchołka Małego Gerlacha, pomiędzy nim a granią Urbanowych Turni. Przechodzi przez nią nieznakowana ścieżka na Gerlach z Doliny Wielickiej przez tzw. Wielicką Próbę, która dostępna jest jedynie z uprawnionym przewodnikiem.
Pierwsze wejścia na Przełączkę pod Małym Gerlachem nie są dokładnie znane. Wiadomo jedynie, że miały miejsce podczas wejść na Gerlach.